# Ждярский, Иво
И́во Ждя́рский (чеш. Ivo Žďárský, род. 11 октября 1960, Градец-Кралове, ЧССР) — авиаконструктор, известный бегством из Чехословакии на самодельном мотодельтаплане.

## Биография
Ждярский учился на авиастроительном факультете, разрабатывал пропеллеры и хотел бежать из ЧССР, поскольку легальный выезд из страны был запрещен коммунистическим режимом. Получив образование и профессию авиационного инженера в Праге, он решил бежать в одну из капиталистических стран.
Для побега Ждярский построил самодельный мотодельтаплан, оснастив его мотором от автомобиля Trabant и пропеллером собственной конструкции. Во время испытаний мотодельтаплана, когда Ждарский полетел в восточном направлении, его задержала полиция и изъяла мотодельтаплан. Однако Ждярскому удалось вернуть свой мотодельтаплан, дав взятку. В ночь на 4 августа 1984 года он перелетел в австрийский аэропорт «Вена-Швехат». Ждярский получил политическое убежище и переехал в США. Свой мотодельтаплан он продал музею при КПП «Чарли» в Берлине.

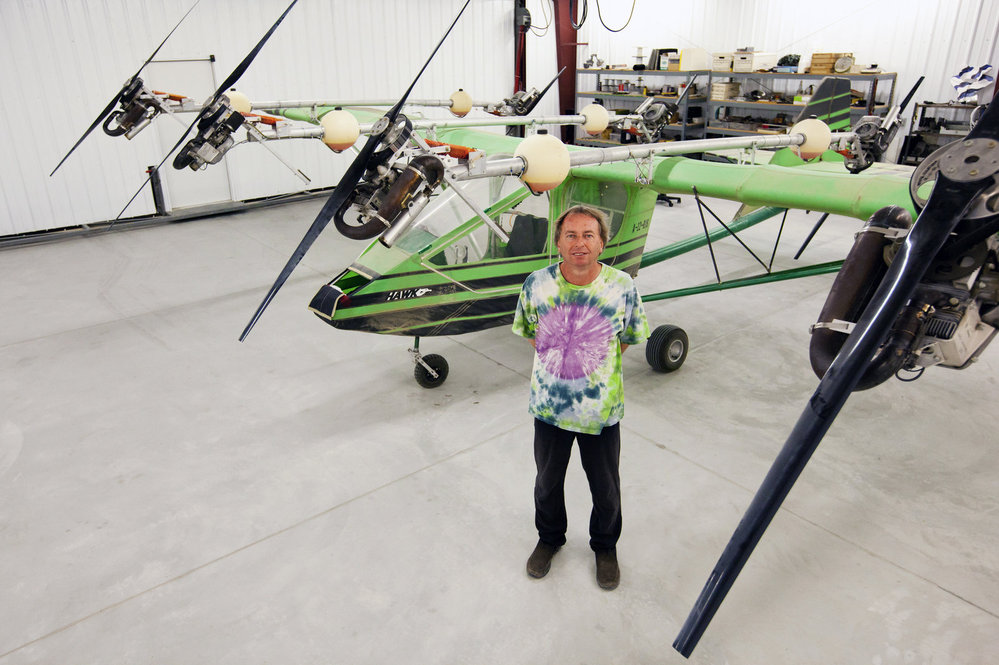
Иво Ждярский, 2015 год.

В США, в Лонг-Бич, штат Калифорния, он в 1986 году основал собственную компанию под названием Ivoprop по производству одноимённых пропеллеров, использующихся на небольших самолётах, дельтапланах и новых экспериментальных моделях. Иво занимался разработкой сверхлёгкого летательного аппарата, являющегося комбинацией самолёта и вертолёта. 
В 2007 году Ждярский купил 1,62 км. кв. земли (бывший аэропорт) в пустыне за 99 000 долларов. В заброшенном поселении Лучин (также известном как Умбрия-Джанкшн) в округе Бокс-Элдер штата Юта нет никаких строений. Сразу за территорией, где когда-то был город, находится ангар для самолётов, в котором Ждярский как единственный житель прожил последние 13 лет.
Жилище предпринимателя находится более чем в 320 километрах от ближайших поселений и ближайшего магазина — до города Огден 45 минут полёта. Бывший гражданин Чехословакии не предупредил о побеге своих родных и никогда больше не был в Чехии, где у него остались родители и брат. В авиационном ангаре размером 30 на 15 метров он живёт на засушливой равнине. У Иво есть два самолёта, один из которых представляет собой экспериментальный гибрид — вертолёт и самолёт, совмещённые в одном варианте.
Ангар разделён на две части: жилую зону и помещение для самолётов. В жилой зоне есть 90-дюймовый телевизор с плоским экраном, ударная установка, компьютер и надувная гидромассажная ванна, перевёрнутая вверх ногами и выполняющая роль дивана. У Иво есть несколько снайперских винтовок, дробовиков и пистолет-пулемёт. По словам Ждярского, оружие нужно для охоты на барсуков, которые его раздражают, так как разрушают взлётно-посадочные полосы. Ангар и взлётно-посадочные полосы окружены забором под электрическим напряжением, у входных ворот развевается флаг, на котором нарисован череп и скрещённые кости, который предупреждает о смертельной опасности.

### Комментарии
1. ↑  Выезд на Запад был запрещен во всех странах Восточного блока, включая СССР, а также на Кубе, во Вьетнаме, Монголии, Китае и Северной Корее. Нелегальный выезд из страны (бегство) считался тяжким уголовным преступлением и карался длительным сроком заключения.

### Сноски
1. 1 2  Evidence zájmových osob StB
2. 1 2  Wadler, Joyce (28 марта 2012). In a Remote Part of Utah, Life Alone in a Hangar. The New York Times. LUCIN, Utah. p. D1. Архивировано 29 декабря 2018. Дата обращения: 31 марта 2012.
3. ↑  Ivo Zdarsky and his propeller (англ.). Ultralight Aircraft News.ca. Дата обращения: 28 марта 2021. Архивировано 13 мая 2016 года.
4. ↑  സ്വന്തമായി ഒരു 'എയർപോർട്ടും', വിമാനവും, പട്ടണവുമുള്ളൊരാൾ; ആ പ്രേതനഗരത്തിലെ ഏക മനുഷ്യന്‍... (малаялам). Malayalam News. Дата обращения: 28 марта 2021. Архивировано 24 октября 2020 года.
5. ↑  Oliver Whang. Ivo Zdarsky Is Waiting Out the End Times in His Own Utah Ghost Town (англ.). Atlas Obscura. Дата обращения: 28 марта 2021. Архивировано 28 февраля 2021 года.
6. ↑  Český emigrant Ivo Žďárský žije jako trosečník v americké pustině: S jezevci na válečné stezce! (чеш.). MALL Group. Дата обращения: 9 апреля 2021. Архивировано 27 апреля 2015 года.
7. ↑  Palebná síla menší vojenské roty (чеш.). Profimedia.cz. Дата обращения: 9 апреля 2021.
8. ↑  This man escaped the Iron Curtain in a DIY plane and now lives in an airplane hangar in the desert (англ.). Plaid Zebra. Дата обращения: 28 марта 2021. Архивировано 10 мая 2021 года.